# Out of Time (альбом R.E.M.)
| Оценки критиков      | Оценки критиков |
| Источник             | Оценка          |
| -------------------- | --------------- |
| Allmusic             | [ 2 ]           |
| Blender              | [ 3 ]           |
| Роберт Кристгау      | A               |
| Entertainment Weekly | B−              |
| Rolling Stone        | [ 6 ]           |

Out of Time (рус. «Несвоевременно» или «Не в такт») — седьмой студийный альбом американской альтернативной рок-группы R.E.M., был издан на лейбле Warner Bros. Благодаря этой записи R.E.M. выросли от просто культовой американской группы до мейнстримового интернационального коллектива. Альбом возглавил чарты по обе стороны Атлантики, пробыв 109 недель в американском хит-параде, две недели на его вершине, и 183 недель в британском чарте, одну неделю возглавляя его. Альбом был продан в количестве четырёх с половиной миллионов копий в США и более 18 миллионов копий по всему миру. Он получил три премии Грэмми в 1992 году: одну в номинации «Лучший альтернативный альбом» и две за сингл «Losing My Religion».

## Детали альбома
Альбом сочетал в себе элементы попа, фолка и классической музыки — комбинации начатой на предыдущей работе группы, с уклоном в сторону кантри. Эта музыкальная концепция была продолжена на следующей пластинке группы — Automatic for the People.
Для первого сингла была выбрана песня «Losing My Religion», которая стала самым большим хитом группы в США, Out of Time стал первым альбомом группы, который достиг вершины чартов по обе стороны Атлантики. Однако, несмотря на такой успех, музыканты не стали организовывать концертный тур.
Out of Time стал самым продаваемым альбомом группы в Германии, было продано более 1 250 000 копий.
Out of Time был первым альбомом R.E.M., был издан большим тиражом на компакт-дисках (ко всему прочему они имели красочный буклет). В Испании был проведён художественный конкурс для рисунка на обложку альбома, победившей работой стал абстрактный рисунок маслом.

## Список композиций
Слова и музыка всех песен — Билл Берри, Питер Бак, Майк Миллз и Майкл Стайп.
| №  | Название                        | Длительность |
| -- | ------------------------------- | ------------ |
| 1. | «Radio Song» (вместе с KRS-One) | 4:12         |
| 2. | «Losing My Religion»            | 4:26         |
| 3. | «Low»                           | 4:55         |
| 4. | «Near Wild Heaven»              | 3:17         |
| 5. | «Endgame»                       | 3:48         |

| №   | Название             | Длительность |
| --- | -------------------- | ------------ |
| 6.  | «Shiny Happy People» | 3:44         |
| 7.  | «Belong»             | 4:03         |
| 8.  | «Half a World Away»  | 3:26         |
| 9.  | «Texarkana»          | 3:36         |
| 10. | «Country Feedback»   | 4:07         |
| 11. | «Me in Honey»        | 4:06         |

- На грампластинках и компакт-кассетах каждая сторона имеет своё название, так первая сторона была озаглавлена — «Сторона времени» (англ. Time side) (треки 1-5), вторая сторона — «Сторона памяти» (англ. Memory side) (треки 6-11).

## Участники записи
R.E.M.
- Билл Берри — ударные, перкуссия, конги на «Low», бас на «Half a World Away» и «Country Feedback», фортепиано на «Near Wild Heaven», бэк-вокал на «Near Wild Heaven», «Belong», и «Country Feedback»
- Питер Бак — электро и акустическая гитары, мандолина на «Losing My Religion» и «Half a World Away»
- Майк Миллз — бас; бэк-вокал; орган на «Radio Song», «Low», «Shiny Happy People», «Half a World Away», и «Country Feedback»; фортепиано на «Belong»; клавесин на «Half a World Away»; percussion on «Half a World Away»; lead vocals on «Near Wild Heaven» and «Texarkana»; клавишные и аранжировка on «Losing My Religion» and «Texarkana»
- Майкл Стайп — ведущий вокал, мелодическая гармоника и аранжировка на «Endgame», бэк-вокал на «Near Wild Heaven» и «Texarkana»

Приглашенные музыканты
- Дэвид Эренц — скрипка на «Radio Song», «Low», «Near Wild Heaven», «Endgame», «Shiny Happy People», «Half a World Away», и «Texarkana»
- Элли Эренц — скрипка на «Radio Song», «Low», «Near Wild Heaven», «Endgame», «Shiny Happy People», «Half a World Away», и «Texarkana»
- Марк Бингэм — струнные аранжировки на «Radio Song», «Low», «Near Wild Heaven», «Endgame», «Shiny Happy People», «Half a World Away», и «Texarkana»
- Дэвид Брайтберг — скрипка на «Radio Song», «Low», «Near Wild Heaven», «Endgame», «Shiny Happy People», «Half a World Away», и «Texarkana»
- Эндрю Кокс — виолончель на «Radio Song», «Low», «Near Wild Heaven», «Endgame», «Shiny Happy People», «Half a World Away», и «Texarkana»
- Рид Харрис — альт на «Radio Song», «Low», «Near Wild Heaven», «Endgame», «Shiny Happy People», «Half a World Away», и «Texarkana»
- Питер Холсэппл — бас-гитара на «Radio Song» and «Low»; акустическая гитара на «Losing My Religion», «Shiny Happy People», и «Texarkana»; электрогитара на «Belong»
- Ральф Джонс — контрабас на «Radio Song», «Low», «Near Wild Heaven», «Endgame», «Shiny Happy People», «Half a World Away», и «Texarkana»
- Кидд Джордан — баритон-саксофон на «Radio Song» and «Near Wild Heaven», тенор-саксофон на «Radio Song» and «Endgame», альт-саксофон на «Radio Song», бас-кларнет на «Low» и «Endgame»
- Джон Кейн — педальная слайд-гитара на «Texarkana» и «Country Feedback»
- Дэйв Кемперс — скрипка на «Radio Song», «Low», «Near Wild Heaven», «Endgame», «Shiny Happy People», «Half a World Away», и «Texarkana»
- KRS-One — рэп на «Radio Song»
- Скотт Литт — echo-loop feed на «Radio Song»
- Элизабет Мёрфи — виолончель на «Radio Song», «Low», «Near Wild Heaven», «Endgame», «Shiny Happy People», «Half a World Away», и «Texarkana»
- Пол Мёрфи — лид-альт на «Radio Song», «Low», «Near Wild Heaven», «Endgame», «Shiny Happy People», «Half a World Away», и «Texarkana»
- Кэйт Пирсон — вокал на «Near Wild Heaven» и дуэт на «Shiny Happy People», «Me in Honey»
- Джей Вайджел — оркестровые аранжировки на «Radio Song», «Low», «Near Wild Heaven», «Endgame», «Shiny Happy People», «Half a World Away», and «Texarkana»
- Сесил Уелч — флюгельгорн на «Endgame»

Производство
- Билл Берри — продюсирование
- Питер Бак — продюсирование
- Дэйв Фридландер — звукоинженер
- Том Гарнау — звукоинженер
- Джон Кейн — звукоинженер
- Бен Кэтчор — иллюстрации
- Скот Литт — продюсирование, звукоинженер
- Тед Мэлиа — звукоинженер
- Стивен Меркассен — мастеринг (студия Precision Mastering, Лос-Анджелес, Калифорния)
- Майк Миллз — продюсирование
- Фрэнк Окенфелс — фотосъемка
- Майк Реитер — звукоинженер
- Эд Роджерс — иллюстрации
- Карина Сантос — фотосъемка
- Даг Стэрн — фотосъемка
- Майк Стэрн — фотосъемка
- Майкл Стайп — продюсирование, упаковка, и фотосъемка
- Том Речион — упаковка

## Награды «Грэмми»
| Год  | Награда                                            | Альбом/Трек          | Результат |
| ---- | -------------------------------------------------- | -------------------- | --------- |
| 1992 | Лучшее вокальное поп-исполнение дуэтом или группой | «Losing My Religion» | Победа    |
| 1992 | Лучший альтернативный альбом                       | Out of Time          | Победа    |
| 1992 | Лучшее музыкальное видео                           | «Losing My Religion» | Победа    |
| 1992 | Лучшая запись года                                 | «Losing My Religion» | Номинация |
| 1992 | Лучшая песня года                                  | «Losing My Religion» | Номинация |
| 1992 | Лучший альбом года                                 | Out of Time          | Номинация |